# Parnamirim (Rio Grande do Norte)
Parnamirim é um município brasileiro do estado do Rio Grande do Norte, distante dezessete quilômetros ao sul da capital estadual. Integrante da Região Metropolitana de Natal, ocupa uma área de 124 km² e possuía, no censo demográfico de 2022, uma população de 252 716 habitantes, pelo Instituto Brasileiro de Geografia e Estatística (IBGE), sendo então o terceiro município mais populoso do estado, depois de Natal e Mossoró, e o 115° do Brasil. Conurbada à capital, com quem se limita a norte, Parnamirim vive um intenso crescimento econômico, especialmente no setor imobiliário.
Emancipado de Natal no ano de 1958, Parnamirim é reconhecido internacionalmente como Trampolim da Vitória, tendo fortes ligações históricas com a Segunda Guerra Mundial quando se tornou sede da base aérea americana Parnamirim Field, devido à sua localização estratégica global, servindo de ponto da partida de muitas aeronaves americanas, de todos os tipos, para levar tropas para o front da África. A grande movimentação de soldados americanos influenciou a população local, introduzindo sua cultura e movimentando, de certa forma, a economia da cidade e até mesmo participando da vida social dos habitantes à época.
Possui o maior Índice de Desenvolvimento Humano (IDH-M) dentre os municípios potiguares, com valor igual a 0,766. Abriga o Centro de Lançamento de Foguetes da Barreira do Inferno, a primeira base de lançamento de foguetes do Brasil e da América do Sul. Pontos turísticos como o Cajueiro de Pirangi e as praias de Cotovelo e Pirangi do Norte, somando por abrigar eventos e shows musicais durante a alta estação, fazem da cidade um dos principais destinos turísticos do Rio Grande do Norte.

## Etimologia
A origem do nome Parnamirim vem da expressão “Paranã-mirim” da língua tupi, que significa "rio  pequeno", de paranã "rio volumoso; mar" + mirĩ "pequeno". Apesar de ainda hoje existirem vários rios e riachos na área que corresponde ao município de Parnamirim, acredita-se que o “Paranã-mirim” conhecido pelos índios potiguares, habitantes da capitania do Rio Grande na época da colonização (século XVII), tenha sido algum curso d’água já desaparecido.

## História

### Origens
Os primeiros donatários das terras que hoje pertencem ao município de Parnamirim datam do século XVII, porém, ainda antes do século XX, a maior desses terrenos eram inabitados e cobertos por uma mata densa. A exceção era o vale do Rio Pium, que já era habitada desde a primeira metade do século XVIII. A partir de 1881, começa a operar a Estrada de Ferro Natal-Nova Cruz, cujos trilhos da linha férrea passavam pela área do atual município que, na época pertenciam a Natal. Ainda assim as terras permaneceram quase inabitadas.
No século XX, o português Manuel Duarte Machado, que residia em Natal desde 1903, adquiriu boa parte da área do atual município. Tais terras se estendiam desde o engenho Guarapes, em Macaíba, até o engenho de Cajupiranga, que deu origem ao atual bairro de mesmo nome, englobando também o engenho Pitimbu, cortado pelo rio homônimo. Este último foi comprado do senhor João Duarte da Silva e sua esposa Joanna Leopoldina Duarte da Silva, enquanto o engenho Cajupiranga era de propriedade do casal Francisco Pereira de Brito e Maria Honorina de Cerqueira Brito.
Em 1927, o piloto francês Paul Vachet esteve em Natal para definir uma área em que seria instalado um aeródromos, a ser construído pela empresa de aviação francesa Compagnie Generale Aéropostale (CGA). O terreno, com cerca de mil metros quadrados de área, situava-se no Engenho Pitimbu e foi doado por Manuel Machado a Vachet e este, por meio de escritura, transferiu a propriedade da área para a CGA. A construção do referido aeródromo ocorreu numa época em que o Brasil passava a contar com o transporte aeroviário e levou cerca de três meses, conforme previsto em contrato, tendo início em 21 de julho de 1927. O primeiro pouso ocorreu às 23h45min do dia 14 de outubro seguinte, pelo avião Nungesser-et-Coli, partindo de São Luís, no atual Senegal (à época colônia francesa), com destino a Natal. A viagem, que durou mais de dezenove horas e atravessou todo o Oceano Atlântico, foi conduzida pelos pilotos Dieudonné Costes e Joseph Le Brix.
A partir de 27 de setembro de 1928, o aeródromo também passaria a receber voos nacionais, quando o avião Laté-25, vindo de São Paulo, pousou em Natal ao anoitecer. Para facilitar o acesso ao campo de pouso, o governo do Rio Grande do Norte construiu, no mesmo ano, uma estrada de terra, com início no engenho Guarapes, passando pela Estrada de Ferro Natal-Nova Cruz. O campo de pouso seria ampliado a partir de 1933, quando Manuel Machado vendeu uma área adjacente ao aeródromo à Air France, empresa estatal francesa que adquiriu a CGA. A empresa operou no campo de pouso até junho de 1940, quando a França se rendeu à Alemanha Nazista na Segunda Guerra Mundial e o aeródromo foi desativado.

### Segunda Guerra Mundial

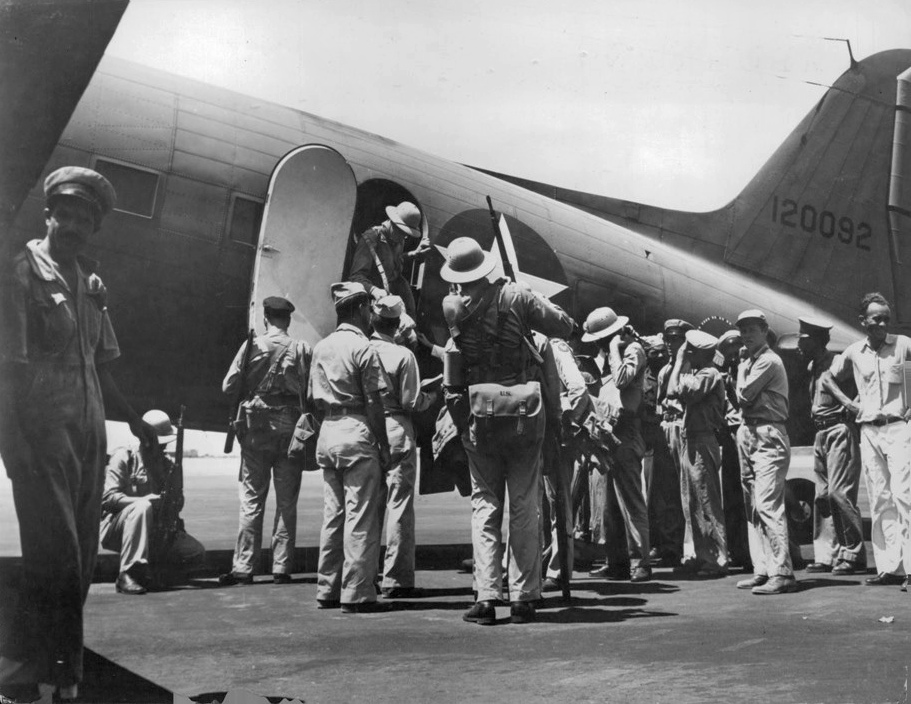
Pilotos de caça das forças aéreas do Exército dos EUA desembarcando na Parnamirim Field, durante a Segunda Guerra Mundial

Em julho de 1941, o presidente brasileiro Getúlio Vargas assinou um acordo de defesa mútua que permitiu aos Estados Unidos a instalação de bases aéreas no Nordeste, sendo uma delas em Natal e, em 2 de março de 1942, Vargas sancionou o decreto-lei 4 142, que transformou o antigo campo de pouso da CGA na Base Aérea de Natal (BANT). A leste da BANT foi construída a base aérea dos Estados Unidos, chamada de Parnamirim Field, a um custo de US$ 9,5 milhões.
Cerca de seis mil operários trabalharam na construção da nova base, a maioria migrantes vindos do interior do Rio Grande do Norte. Tais operários descansavam em barracas de lonas, erguidas a oeste das bases, sendo o embrião de um povoado onde hoje está a cidade, pois os trabalhadores passariam a fixar moradia ali de forma definitiva. Outra contribuição dos Estados Unidos, além da base, foi a construção de uma estrada asfaltada de vinte quilômetros, que ligava tanto a BANT quanto a Parnamirim Field ao Porto de Natal, substituindo a antiga estrada de terra. Durante a Segunda Guerra, os norte-americanos consideraram sua base como vértice de um triângulo, chamado Trampoline of Victory (em português "Trampolim da Vitória"), cujas demais pontas eram o norte da África e o sul da Europa.
Em outubro de 1946, pouco mais de um ano após o fim da Segunda Guerra, os EUA entregaram a Parnamirim Field à Força Aérea Brasileira (FAB) e a Base Aérea de Natal passou a contar com um terminal de passageiros. Enquanto isso, o povoado a sul de Natal continuaria crescendo e, em 1948, ganharia seu primeiro posto de saúde e sua primeira escola. Assim, em 23 de dezembro de 1948, a área foi elevada à condição de distrito pela lei estadual n° 146, de autoria do deputado Antônio Soares Filho e sancionada pelo governador José Augusto Varela, com o apoio do prefeito da capital, Sylvio Pedroza. Ainda em 1948, começaram-se as obras para a construção de uma capela, que seria paralisada em 1949 por falta de recursos e retomada somente em 1950. A padroeira escolhida foi Nossa Senhora de Fátima.
Em 9 de fevereiro de 1949, o novo distrito, de nome "Parnamirim", foi instalado oficialmente, com a abertura de um cartório judiciário e a posse do seu primeiro tabelião, Otávio Gomes de Castro, fundador do tempo local da Assembleia de Deus, inaugurado em 12 de maio de 1946. Em 24 de novembro de 1951, a estação de passageiros da BANT tornou-se o Aeroporto Internacional Augusto Severo, através da lei federal 1 473-A, promulgada pelo presidente do Senado, o natalense Café Filho. Já em 1° de abril de 1952, a capela de Nossa Senhora de Fátima foi elevada à categoria de matriz, quando o bispo de Natal, Dom Marcolino Esmeraldo de Souza Dantas, criou a paróquia do distrito. A instalação da paróquia se deu na manhã de 26 de abril, com missa presidida pelo capelão da BANT, o padre João Correia de Aquino, que se tornou o primeiro vigário paroquial.
Ao longo da década de 1950, o distrito de Parnamirim continuaria a se desenvolver e, em 1958, o deputado estadual Gastão Mariz de Faria apresentou, na Assembleia Legislativa do Rio Grande do Norte (ALRN), um projeto da lei que elevava o distrito à condição de município. O projeto foi aprovado pelos deputados e se transformou na lei estadual 2 325 de 17 de dezembro de 1958, sancionada pelo governador Dinarte Mariz (tio de Gastão), criando efetivamente o município, desmembrado da capital. 

### Da instalação à mudança de nome
A instalação do novo município ocorreu em 10 de janeiro de 1959, quando tomou posse o primeiro prefeito de Parnamirim, Deoclécio Marques de Lucena,  um tenente reformado da Aeronáutica, nomeado pelo governador do estado. A solenidade de instalação ocorreu no Grupo Escolar Presidente Roosevelt e foi presidida por Otávio Gomes de Castro, que há uma década era tabelião do cartório local. O novo município, porém, não atendia às exigências da época, pois possuía menos de dez mil habitantes, o mínimo exigido pela constituição estadual da época para a criação de novos municípios. Além disso, a população local não concordava com os limites municipais, pois tanto a BANT quanto o aeroporto internacional, que deram origem à cidade, continuaram no território de Natal. Outra disputa territorial era a área do atual bairro Passagem de Areia, que pertencia ao município de Macaíba e era separada de Parnamirim pela linha da Estrada de Ferro Natal-Recife, conforme descrito no artigo segundo da lei 2 325:
Artigo 2º - A linha divisória do novo município será a do atual distrito, assim limitado: Ao Norte e Leste, partindo do limite do município de Macaíba, no ponto distante 500 metros ao Norte do Sítio Peixe Boi, segue por essa linha até o cruzamento da Estrada de Ferro Natal-Recife; daí segue por essa linha até o cruzamento da estrada de rodagem Parnamirim-Jiqui; segue por esta estrada, em linha reta, continuando nesta direção até a orla marítima, seguindo por essa orla até alcançar o limite do município de Nízia Floresta e, em seguida, do município de São José de Mipibu, até alcançar o ponto de intercessão com o município de Macaíba, entre o ponto de intercessão com o município de São José de Mipibú, até o ponto de início do limite Norte.
Em novembro de 1959 ocorreram as primeiras eleições diretas para prefeito e vice, de forma separada, e vereador. Para prefeito foi eleito o candidato Ilson Santos de Oliveira, empossado em 1° de fevereiro de 1960, ocupando o cargo até 31 de janeiro de 1964. Porém, seu vice de chapa, Raimundo Barbosa de Souza, perdeu para a eleição para Francisco Fernandes Pimenta, adversário político do prefeito. Por sua vez, na Câmara Municipal, foram eleitos dez vereadores de quatro partidos distintos, sendo metade filiado à União Democrática Nacional (UDN), partido do vice. Ao todo, cerca de 1 200 pessoas votaram na eleição.

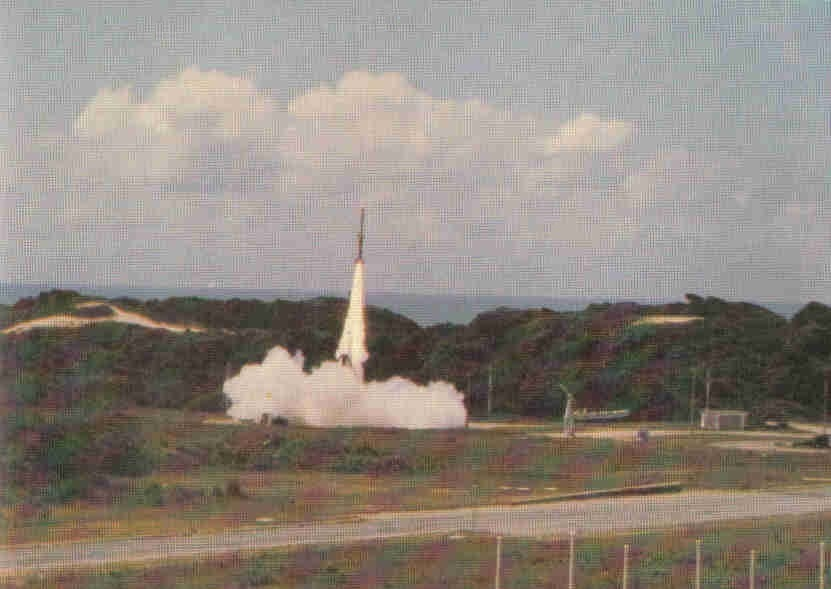
Nike-Apache, o primeiro foguete a ser lançado nas instalações do Centro de Lançamento da Barreira do Inferno (CLBI), em 15 de dezembro de 1965

Em 12 de maio de 1962, foi publicada a lei estadual 2 789, sancionada pelo governador Aluízio Alves, que solucionou em parte os conflitos de divisas de Parnamirim, com exceção de Passagem de Areia (que continuou sendo de Macaíba), ampliando a área do município até o curso do Riacho da Taborda. Tanto a base aérea quanto o Aeroporto Augusto Severo deixaram de pertencer à capital e passaram para o território de Parnamirim, que passou a ter uma área de 92 km². A partir de 1964, Parnamirim passa a contar com energia elétrica vinda do Complexo Hidrelétrico de Paulo Afonso, na Bahia. Até então, era proveniente por geradores que funcionavam nas instalações da BANT.
Em 12 de outubro de 1965, o Ministério da Aeronáutica oficializou a criação do Centro de Lançamento da Barreira do Inferno (CLBI), às margens da RN-063 (Rota do Sol), instalado em área do município que, em uma década, deu a Natal a fama de Capital Espacial do Brasil. No ano de 1969, é instituída a primeira bandeira do município e, em 24 de fevereiro de 1970, o Ministério da Aeronáutica extinguiu a Base Aérea de Natal, transformando-a em um centro de treinamento para pilotos da FAB. O censo daquele mesmo ano aferiu a população de Parnamirim em 14 052 habitantes, contra 8 826 no censo anterior, de 1960.
No começo dos anos 1970, é implantado o primeiro sistema de abastecimento de água da cidade, na gestão do prefeito Antenor Neves de Oliveira, que administrou o município de 1° de fevereiro de 1970 a 31 de janeiro de 1973. Em 29 de novembro de 1973, o centro de treinamento da FAB se tornou o Centro de Aplicações Táticas e Recompletamento de Equipagens (CATRE) e, em 6 de dezembro seguinte, Parnamirim passou a se chamar "Eduardo Gomes", uma referência ao ministro da aeronáutica que esteve na inauguração da CLBI. A mudança, apoiada pelos militares, ocorreu por meio da lei estadual 4 278, de autoria do deputado Moacyr Duarte, aprovada pela Assembleia Legislativa do Rio Grande do Norte e sancionada pelo governador Cortez Pereira, sem que tenha ocorrido uma consulta à população do município, que se manifestava contrária à alteração.

### 1974-presente
Em 1974, após anos de disputa, a localidade de Passagem de Areia deixou de pertencer a Macaíba e foi incorporada definitivamente ao território de Parnamirim, que desde essa data preserva seus limites atuais. Em 1° de junho de 1976, a cidade ganha um fórum do poder judiciário estadual e realiza o seu primeiro julgamento, um júri popular, que fez história por ter sido comandado apenas por mulheres. Aquele ano também seria marcado por um pleito eleitoral bastante tenso, que no final deu vitória ao ex-prefeito Antenor Neves, empossado pela segunda vez em 1° de fevereiro de 1977. Seu mandato, que duraria quatro anos, foi prorrogado por mais dois, estendendo-se até 31 de janeiro de 1983, por força de uma emenda constitucional.
Neves foi sucedido por médico Sadi Mendes Sobreira, popularizado como "o médico dos pobres". Porém, durante seu mandato, foi vítima de um acidente vascular cerebral (AVC), vindo a óbito em 4 de janeiro de 1984. Em seu lugar, assumiu o vice Fernando Bandeira de Melo, até o final do mandato, que expirou em 31 de dezembro de 1988. Em 1987, um movimento popular que reuniu 4 665 assinaturas, liderado pelo senhor José Siqueira de Paiva, levou à assembleia a devolver o nome inicial à cidade. O projeto, apresentado pelo deputado Ruy Barbosa, foi aprovado em 25 de junho, porém, a mudança só seria efetivada no dia 6 de agosto seguinte, quando a lei foi publicada.
Em 23 de maio de 1989, por lei municipal, surge o distrito de Nova Parnamirim, hoje um bairro do mesmo nome, limítrofe com Natal e separado da sede pela área do Aeroporto Augusto Severo, cuja área também incluía o Centro de Lançamento da Barreira do Inferno. No ano seguinte, o Centro de Aplicações Táticas e Recompletamento de Equipagens teve sua denominação mudada pela FAB para Comando Aéreo de Treinamento, porém a sigla permaneceu igual (CATRE), voltando, em dezembro de 2001, a ser a Base Aérea de Natal. Em 1991, Parnamirim se torna o terceiro município mais populoso do Rio Grande do Norte, chegando a 63 312 habitantes, mais que o dobro em relação ao censo anterior, de 1980, quando a população era de 26 362 pessoas e o município era apenas o décimo em população.
Em 1996, o município ganha um batalhão da polícia militar estadual e, em 2000, quando a população chega a 124 690 habitantes, é instituído o Plano Diretor de Parnamirim, instrumento básico da política urbana. Em 2004, Nova Parnamirim fora oficialmente institucionalizado como bairro, tornando Parque do Pitimbu e Parque dos Eucaliptos conjuntos habitacionais deste. Ao longo da década, Parnamirim continua seu crescimento demográfico, expandindo ainda mais sua área urbana em direção aos municípios limítrofes de Macaíba e São José de Mipibu, chegando em 2010 a 202 456 habitantes, um crescimento superior a 60% em relação ao censo de 2000 e quase cinco vezes superior a Natal, que cresceu pouco mais de 12% no mesmo período.
Em 31 de maio de 2014, o Aeroporto Internacional Augusto Severo é desativado para aviação civil e comercial e devolvido à FAB, operando exclusivamente com aviação militar desde então. Em seu lugar, foi construído o Aeroporto Internacional Governador Aluízio Alves, em São Gonçalo do Amarante.

## Geografia
Na divisão territorial do Brasil feita pelo Instituto Brasileiro de Geografia e Estatística (IBGE) em 2017, Parnamirim pertence às regiões geográficas intermediária e imediata de Natal. Até então, com a vigência das divisões em microrregiões e mesorregiões, fazia parte da microrregião de Natal, que por sua vez estava incluída na mesorregião do Leste Potiguar. Parnamirim ocupa uma área territorial de 124,006 km² (0,2348% da superfície estadual), dos quais 49,4703 km² constituem área urbana, formada por 22 bairros e três distritos. Integra a Região Metropolitana de Natal e está conurbada à capital potiguar, com quem se limita a norte. A sul faz limite com Nísia Floresta e São José de Mipibu e a oeste com Macaíba, sendo banhado a leste pelo Oceano Atlântico, possuindo 11,9 km de litoral, formado por duas praias: Cotovelo e Pirangi do Norte.
O relevo do município apresenta altitudes de até cem metros e está inserido, em parte, na planície costeira, caracterizada pela presença de dunas de areia modeladas pela ação eólica. Afastando-se do litoral estão os tabuleiros costeiros ou planaltos rebaixados, constituídos por argila e bastante modificados pela ação antrópica. Parnamirim está situado em área de abrangência de rochas do Grupo Barreiras, formadas durante o período Terciário Superior e cobertas, em sua maioria, por paraconglomerados de sílex e quartzo. Rochas deste grupo também podem ser encontradas na área costeira, formando as falésias. Os solos de Parnamirim são profundos, porosos, bem drenados e com textura variada, que pode ser formada por areia (neossolos ou areias quartzosas, que cobrem a maior parte do território) ou argila (latossolos, do tipo vermelho amarelo distrófico), porém apresentam baixa fertilidade.
Parnamirim está inserido no bioma da Mata Atlântica, cujas espécies têm troncos densos e delgados e são subperenifólias, ou seja, possuem folhas durante a maior parte do ano. Dentre as espécies mais comuns no município estão o cajueiro, a craibeira, o pau-brasil, a pitombeira e a sapucaia. Porém, boa parte da vegetação primitiva foi suprimida com a expansão urbana, por meio da criação de loteamentos, restando apenas alguns remanescentes espalhados, parte deles protegidos pelo plano diretor, dentre os quais o Cajueiro de Pirangi, que já foi considerado o maior do mundo, e a Lagoa do Jiqui. Na fauna, por sua vez, já foram catalogadas ao menos 98 espécies de aves, setenta de artrópodes, dezessete de mamíferos, nove de anfíbios e seis de peixes.
| Maiores acumulados de chuva em 24 horas registrados em Parnamirim por meses (EMPARN) | Maiores acumulados de chuva em 24 horas registrados em Parnamirim por meses (EMPARN) | Maiores acumulados de chuva em 24 horas registrados em Parnamirim por meses (EMPARN) | Maiores acumulados de chuva em 24 horas registrados em Parnamirim por meses (EMPARN) | Maiores acumulados de chuva em 24 horas registrados em Parnamirim por meses (EMPARN) | Maiores acumulados de chuva em 24 horas registrados em Parnamirim por meses (EMPARN) |
| Mês                                                                                  | Acumulado                                                                            | Data                                                                                 | Mês                                                                                  | Acumulado                                                                            | Data                                                                                 |
| ------------------------------------------------------------------------------------ | ------------------------------------------------------------------------------------ | ------------------------------------------------------------------------------------ | ------------------------------------------------------------------------------------ | ------------------------------------------------------------------------------------ | ------------------------------------------------------------------------------------ |
| Janeiro                                                                              | 151 mm                                                                               | 26/01/2004                                                                           | Julho                                                                                | 221 mm                                                                               | 30/07/1998                                                                           |
| Fevereiro                                                                            | 154,5 mm                                                                             | 18/02/2018                                                                           | Agosto                                                                               | 116,5 mm                                                                             | 08/08/2008                                                                           |
| Março                                                                                | 158 mm                                                                               | 07/03/2002                                                                           | Setembro                                                                             | 131,3 mm                                                                             | 04/09/2013                                                                           |
| Abril                                                                                | 177 mm                                                                               | 03/04/1997                                                                           | Outubro                                                                              | 35 mm                                                                                | 22/10/2005                                                                           |
| Maio                                                                                 | 146,2 mm                                                                             | 18/05/2013                                                                           | Novembro                                                                             | 129,2 mm                                                                             | 28/11/2023                                                                           |
| Junho                                                                                | 214,4 mm                                                                             | 15/06/2014                                                                           | Dezembro                                                                             | 40 mm                                                                                | 31/12/2006                                                                           |

Mais de 80% do território de Parnamirim está inserido na bacia hidrográfica do rio Pirangi e os menos de 20% restantes pertencem à faixa litorânea leste de escoamento difuso. Dois rios passam pelo município, sendo eles o rio Pium, que tem sua nascente na divisa com Nísia Floresta e desemboca no Oceano Atlântico, e o Rio Pitimbu, que nasce em Macaíba, corta o bairro natalense de Pitimbu, que lhe empresta o nome, e deságua em Parnamirim, na Lagoa do Jiqui, esta localizada no bairro Nova Parnamirim e responsável por parte do abastecimento de água das zonas sul e leste de Natal. A hidrografia local também é marcada pelos riachos são Água Vermelha, Cajupiranga, Lamarão, Mendes e Ponte Velha.
O clima é tropical chuvoso As, com chuvas concentradas entre os meses de março e julho e índice pluviométrico superior a 1 500 milímetros (mm) anuais, porém ocorrências de descargas elétricas são pouco comuns, com uma densidade de apenas 0,219 raios/km²/ano. Segundo dados da Empresa de Pesquisa Agropecuária do Rio Grande do Norte (EMPARN), o maior acumulado de chuva em 24 horas registrado em Parnamirim alcançou 221 mm em 30 de julho de 1998, seguido por 214,4 mm em 15 de junho de 2014. Junho de 2005 é o mês mais chuvoso da série histórica, que teve início em 1993.
| Dados climatológicos para Parnamirim                                                            | Dados climatológicos para Parnamirim | Dados climatológicos para Parnamirim | Dados climatológicos para Parnamirim | Dados climatológicos para Parnamirim | Dados climatológicos para Parnamirim | Dados climatológicos para Parnamirim | Dados climatológicos para Parnamirim | Dados climatológicos para Parnamirim | Dados climatológicos para Parnamirim | Dados climatológicos para Parnamirim | Dados climatológicos para Parnamirim | Dados climatológicos para Parnamirim | Dados climatológicos para Parnamirim |
| Mês                                                                                             | Jan                                  | Fev                                  | Mar                                  | Abr                                  | Mai                                  | Jun                                  | Jul                                  | Ago                                  | Set                                  | Out                                  | Nov                                  | Dez                                  | Ano                                  |
| ----------------------------------------------------------------------------------------------- | ------------------------------------ | ------------------------------------ | ------------------------------------ | ------------------------------------ | ------------------------------------ | ------------------------------------ | ------------------------------------ | ------------------------------------ | ------------------------------------ | ------------------------------------ | ------------------------------------ | ------------------------------------ | ------------------------------------ |
| Temperatura máxima recorde (°C)                                                                 | 33,4                                 | 32,5                                 | 33,5                                 | 33,2                                 | 32,8                                 | 32                                   | 31,3                                 | 30,8                                 | 31,9                                 | 32,8                                 | 32,1                                 | 33,2                                 | 33,5                                 |
| Temperatura mínima recorde (°C)                                                                 | 22,6                                 | 22,4                                 | 22,3                                 | 22,2                                 | 21,1                                 | 21                                   | 19,6                                 | 18,6                                 | 19,6                                 | 20,3                                 | 21,5                                 | 22,8                                 | 18,6                                 |
| Precipitação (mm)                                                                               | 94,3                                 | 112,9                                | 188,8                                | 211,2                                | 215,9                                | 286,9                                | 227,9                                | 111,8                                | 47,6                                 | 15,3                                 | 16,7                                 | 27,4                                 | 1 556,7                              |
| Fonte: EMPARN (recordes de temperatura: 28/07/2020-presente; médias de precipitação: 1995-2020) |                                      |                                      |                                      |                                      |                                      |                                      |                                      |                                      |                                      |                                      |                                      |                                      |                                      |

## Demografia
O desenvolvimento da Grande Natal fez com que Parnamirim atraísse pessoas de outras partes do Rio Grande do Norte ou mesmo do Brasil. Isso se deve ao fato de existir em Parnamirim, assim como em outros municípios da região metropolitana, nos entornos de Natal, uma maior capacidade de absorção de forasteiros que vem em busca de trabalho na capital potiguar. Grande parte dos novos habitantes vão para as áreas próximas à capital, o que fez com que surgisse uma conurbação entre as duas cidades.
Embora, entre os censos de 2010 e 2022, o maior crescimento percentual dentro do estado tenha sido registrado em Extremoz (mais de 150%), outro município da região metropolitana, Parnamirim é o que mais cresceu em números absolutos, saltando de 202 456 habitantes em 2010 para 252 716 em 2022, em ambos ocupando o posto de terceiro município mais populoso do Rio Grande do Norte, superado apenas por Natal e Mossoró, apresentando uma taxa de crescimento geométrico durante o período de 1,87% ao ano durante o período. A densidade demográfica era de 2 037,93 hab./km² e a razão de sexo de 89,26 (8 926 homens para cada 10 000 mulheres), com 52,84% dos habitantes do sexo feminino e 47,16% do sexo masculino. Ainda de acordo com o mesmo censo, 46,76% da população declararam-se brancos, 45,18% pardos e 7,77% pretos, havendo pequenas minorias de amarelos (0,15%) e indígenas (0,14%).
| Parnamirim (sede) | 243 612 | 96,4 |
| Pium              | 4 205   | 1,66 |
| Pirangi do Norte  | 3 486   | 1,38 |
| Cotovelo          | 1 413   | 0,55 |
| Total             | 252 716 | 100  |

No censo de 2010, o último com dados divulgados sobre religião, 62,99% dos habitantes eram católicos apostólicos romanos, 23,73% evangélicos e 2,13% espíritas. Outros 8,51% declararam não seguir nenhuma religião. Demais denominações somavam 2,64%. Na Igreja Católica, Parnamirim pertence à Arquidiocese de Natal e possui Nossa Senhora de Fátima como padroeira. Há também os mais diversos credos protestantes ou reformados, sendo a Assembleia de Deus, a Igreja Batista e a Igreja Universal do Reino de Deus as principais denominações.
Parnamirim apresenta o maior Índice de Desenvolvimento Humano (IDH-M) do Rio Grande do Norte. Em 2010, de acordo com o Programa das Nações Unidas para o Desenvolvimento (PNUD), seu valor era 0,766, ocupando a 274ª colocação no Brasil. Considerando apenas a longevidade, o índice é 0,825, o índice de renda é 0,750 e o de educação 0,726. No mesmo ano, 88,2% da população viviam acima da linha de pobreza, 8,2% entre as linhas de indigência e pobreza e 3,7% abaixo da linha de indigência, ao passo que o coeficiente de Gini, que mede a desigualdade social, era 0,55. Ainda em 2010, os 20% mais ricos contribuíam com 59,7% da renda municipal, enquanto os mais pobres apenas 3%. Entre 2000 e 2010, o percentual da população que vivia com renda domiciliar per capita inferior 140 reais caiu de 27% para 11,8%, apresentando uma redução de 56,2%.

## Política e subdivisões
Sendo um município, Parnamirim possui dois poderes: o executivo, representado pelo prefeito e seu gabinete de secretários, e o legislativo, representado pela câmara municipal, formada por dezoito vereadores. Cabe à casa elaborar e votar leis fundamentais à administração e ao executivo, especialmente o orçamento municipal, conhecido como Lei de Diretrizes Orçamentárias. Parnamirim se rege por sua lei orgânica, promulgada em 2 de abril de 1990, e é sede de uma comarca do poder judiciário estadual, de entrância intermediária. De acordo com o Tribunal Superior Eleitoral (TSE), o município possuía, em maio de 2022, 134 254 eleitores, o que corresponde a 4,703% do eleitorado do Rio Grande do Norte.
O município de Parnamirim é formado pela sede e mais três distritos, criados pela lei municipal 841/1994: Cotovelo, Pirangi do Norte e Pium, que juntos formam o Distrito do Litoral. A sede é formada por 22 bairros, dos quais treze foram instituídos por meio da lei 783/1993. Há também uma área militar, onde se localizam a Base Aérea de Natal e o antigo Aeroporto Internacional Augusto Severo. O bairro mais populoso é Nova Parnamirim, na divisa com Natal, criado inicialmente como distrito em 1989 e extinto em 1993, quando foi transformado em dois bairros, Parque do Pitimbu e Parque dos Eucaliptos. Ambos se tornaram em conjuntos habitacionais de Nova Parnamirim em 2004, quando este se tornou oficialmente um bairro. Possuía 60 960 habitantes no censo de 2022. Por outro lado, os mais recentes são Parque das Árvores e Encanto Verde, instituídos em 2013 e 2016, respectivamente.

## Economia

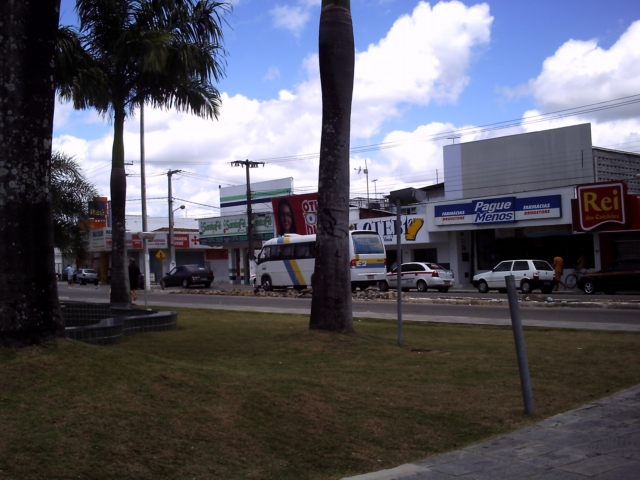
Comércio na Avenida Brigadeiro Everaldo Breves, no centro de Parnamirim

O produto interno bruto (PIB) de Parnamirim é o terceiro maior do estado (superado apenas por Natal e Mossoró) e o segundo maior de sua microrregião (superado apenas por Natal). Nos dados do IBGE de 2011 o município possuía R$ 2 709 922 mil no seu Produto Interno Bruto. Desse total 429 357 mil são de impostos sobre produtos líquidos de subsídios. O PIB per capita é de R$ 13 001,84.
A agricultura é o setor que tem menos participação na economia de Parnamirim. De todo o PIB da cidade 20 982 mil reais é o valor adicionado bruto da agropecuária. Segundo o IBGE em 2009 o município possuía um rebanho de 7 580 bovinos, 160 equinos, 1 590 suínos, 680 caprinos, 22 asinos, 55 muares, 1 510 ovinos, e 411 594 aves, dentre estas 219 471 galinhas e 192 123 galos, frangos e pintinhos. Em 2009 a cidade produziu 2,603 milhões de litros de leite de 2 410 vacas. Foram produzidos 4 326 dúzias de ovos de galinha e 56 mil dúzias de ovos de codorna. Na lavoura temporária são produzidos principalmente o milho (86 toneladas), mandioca (1 968 toneladas), o feijão (146 toneladas) e a cana-de-açúcar (14 520 toneladas).
A indústria, atualmente, é o segundo setor mais relevante para a economia do município. 310 041 reais do PIB municipal são do valor adicionado bruto da indústria (setor secundário). Grande parte deste valor é originário do Distrito Industrial. Está instalado às margens da BR-101 e é composto de várias empresas de diferentes ramos e chegou inclusive a ter a primeira fábrica de Coca-Cola do país. É um distrito industrial/misto, pois possui empresas de pequeno, médio e grande porte.
A prestação de serviços rende 1 081,317 reais ao PIB municipal. O setor terciário atualmente é a maior fonte geradora do PIB da cidade. De acordo com o IBGE, a cidade possuía, no ano de 2008, 2.958  unidades locais, 2.890 empresas e estabelecimentos comerciais atuantes e 55 994 trabalhadores, sendo 29,678 pessoal ocupado total e 26,316 ocupado assalariado. Os salários e outras remunerações somavam 332 401 reais, e o salário médio mensal do município era de 2,4 salários mínimos.

## Infraestrutura
Em 2010, o município possuía 99,48% de seus 60 344 domicílios com água encanada, 99,81% com eletricidade e também 98,81% com coleta de lixo. Na última Pesquisa Nacional de Saneamento Básico (PNSB), realizada em 2017, a rede de abastecimento de água de Parnamirim tinha 333 quilômetros de extensão, com 79 206 ligações ou economias, das quais 76 347 residenciais. Em média eram tratados 66 022 m³/dia de água, sendo que apenas 31 373 m³ chegavam aos locais de consumo, resultando em um índice de perdas de 52,5%. O índice de consumo per capita diário chegava a 396,1 litros por economia. Por sua vez a rede coletora de esgoto tinha apenas 31 quilômetros, com 1 096 m³ tratados em média.
Os serviços de abastecimento de água e tratamento de esgoto de Parnamirim são ambos realizados pela Companhia de Águas e Esgotos do Rio Grande do Norte (CAERN), que possui dois escritórios na cidade, e a concessionária responsável pelo fornecimento de energia elétrica é a Companhia Energética do Rio Grande do Norte (COSERN), do Grupo Neoenergia, presente em todos os municípios do Rio Grande do Norte. A voltagem nominal da rede é de 220 volts. Há cobertura de quatro operadoras de telefonia: Claro, Oi, TIM e Vivo, sendo 084 o código de área (DDD). No último censo, 60,67% dos domicílios tinham apenas telefone celular, 33,72% celular e telefone fixo, 1,43% apenas o fixo e 4,17% não possuíam nenhum. O código de endereçamento postal (CEP) varia na faixa de 59140-001 a 59161-999.
A frota municipal em 2020 possuía 62 809 automóveis, 28 621 motocicletas, 7 048 caminhonetes, 3 860 camionetas, 2 527 utilitários, 2 389 caminhões, 2 288 motonetas, 1 699 reboques e 3 012 em outras categorias, totalizando 114 253 veículos. No transporte rodoviário, Parnamirim é cortado por três rodovias, duas federais (BR-101 e BR-304) e uma estadual (RN-063, Rota do Sol). Parnamirim possui o Aeroporto Internacional Augusto Severo, ao lado da Base Aérea de Natal, operando exclusivamente com aviação militar desde que foi desativado para a aviação civil e comercial em 31 de maio de 2014, quando foi substituído pelo Aeroporto Internacional Governador Aluízio Alves, em São Gonçalo do Amarante. No transporte ferroviário, é servido pela linha sul do Sistema de Trens Urbanos de Natal, possuindo quatro estações: Boa Esperança, Cajupiranga, Jardim Aeroporto e Parnamirim.

### Saúde
A rede de saúde de Parnamirim inclui 31 unidades básicas de saúde (UBS), quatro centros de atenção psicossocial (CAPS) e dois hospitais gerais (agosto de 2018), sendo eles o Hospital Regional Deoclécio Marques de Lucena (estadual) e o Hospital Maternidade do Divino Amor (municipal), sendo o primeiro o maior deles, realizando atendimento 24 horas por dia em regime de plantão e atendendo ao Sistema Único de Saúde (SUS) em várias especialidades, dentre as quais ortopedia, no qual é referência. Com 92 leitos para internação (julho de 2021), foi inaugurado em 9 de agosto de 2004 e é mantido pela Secretaria da Saúde Pública do Rio Grande do Norte (SESAP-RN).
Segundo dados da Secretaria Municipal de Saúde, Parnamirim possuía em 2008, um total de 345 profissionais de saúde residentes no próprio município, sendo 174 deles agentes de saúde, dez assistentes sociais, 101 auxiliares de enfermagem, 32 auxiliares de consultório dentário, 24 enfermeiros, dois clínicos gerais e dois nutricionistas. Já entre os profissionais de saúde residentes fora do município, existia um total de 405 pessoas, sendo quatro agentes de saúde, 43 auxiliares de enfermagem, 25 bioquímicos, 52 dentistas, 65 enfermeiros, treze fisioterapeutas, trinta ginecologistas, seis cardiologistas, cinco clínicos gerais, 46 pediatras, seis nutricionistas, dezenove ortopedistas, nove psicólogos, onze oftalmologistas e nove radiologistas, além de outras 36 pessoas que trabalhavam em outras profissões de saúde.

### Educação
A rede de estabelecimentos educacionais de Parnamirim abrange todos os níveis de ensino, desde a educação básica até o ensino médio, nas esferas pública e privada, com um total de 49 216 matrículas (censo escolar 2020), a maior parte de ensino fundamental. Dentre as instituições de ensino superior estão a Faculdade Maurício de Nassau (UNINASSAU); a Faculdade Metropolitana de Ciências e Tecnologia (FAMEC), antes Faculdade União Americana; a Faculdade UNIRB Parnamirim, antiga Faculdade de Gestão e Negócios de Parnamirim; o Instituto Federal do Rio Grande do Norte (IFRN) e a Universidade Potiguar (UnP).
O fator "educação" do IDH-M no município atingiu em 2010 a marca de 0,726, ao passo que a taxa de alfabetização da população acima dos dez anos indicada pelo último censo demográfico do mesmo ano foi de 92,4% (93,1% para as mulheres e 91,7% para os homens). Dentre os bairros, a maior taxa era verificada na Cohabinal (97,3%) e em Nova Parnamirim (96,3%) e as menores em Santa Tereza (85,4%) e Liberdade (85,1%). A expectativa de anos de estudo era 10,24 anos em 2010, valor superior à média estadual (9,54 anos).
As taxas de conclusão dos ensinos fundamental (15 a 17 anos) e médio (18 a 24 anos) eram de 59,99% e 59,63%, respectivamente. Por sua vez, o fluxo escolar de crianças entre cinco e seis anos na escola era de 95,74% e, de onze a treze anos cursando os anos finais do ensino fundamental, chegava a 89,15%. Entre os jovens, esses valores eram de 62,24% na faixa de quinze a dezessete anos com fundamental completo e 52,5% de dezoito a vinte anos com ensino médio completo. Considerando-se apenas a população com idade maior ou igual a 25 anos, 65,19% tinham ensino fundamental completo, 52,59% o médio completo, 9,86% eram analfabetos e 16,55% possuíam superior completo. Dados mais recentes, de 2014, apontaram que a taxa de evasão no ensino fundamental era de 3,9%, alcançando 10,7% no ensino médio.

## Cultura
A responsável pelo setor cultural de Parnamirim é a Fundação Parnamirim de Cultura, que tem como objetivo planejar e executar a política cultural do município por meio da elaboração de programas, projetos e atividades que visem ao desenvolvimento cultural. Está vinculada ao Gabinete do Prefeito, integra a administração pública indireta do município e possui autonomia administrativa e financeira, assegurada, especialmente, por dotações orçamentárias, patrimônio próprio, aplicação de suas receitas e assinatura de contratos e convênios com outras instituições. São feriados municipais os dias 13 de maio e 17 de dezembro, datas da padroeira Nossa Senhora de Fátima e da emancipação política, respectivamente.

### Artes

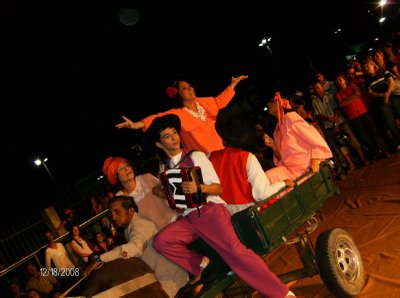
Apresentação do espetáculo Nas Asas da História de 2008

No cenário teatral de Parnamirim, destacam-se o Cine Teatro Municipal Paulo Barbosa da Silva, um dos mais recentes espaços culturais do estado do Rio Grande do Norte, inaugurado em setembro de 2014 e com capacidade para mais de 500 pessoas. Também se destacam os serviços disponibilizados pelos órgãos municipais. A Fundação Parnamirim de Cultura, por exemplo, ajuda anualmente, em maio, nas comemorações da festa de Nossa Senhora de Fátima. Em 2011 também houve a organização da opereta Oratório de Nossa Senhora de Fátima, em homenagem à santa padroeira da cidade, além de espetáculos teatrais e shows religiosos.
Desde 2006, a Fundação organiza anualmente o espetáculo Nas Asas da História, que conta em forma de teatro à população sobre a história da cidade, sendo exibido em vários bairros e distritos nos meses de dezembro, nas proximidades do aniversário de emancipação política. O Projeto de Leitura Conto e Encanto é realizado desde 2009 e conta com a exibição de peças infantis às crianças de 2 a 6 anos nos Centros Infantis de Parnamirim.
O artesanato é outra forma mais espontânea da expressão cultural parnamirinense, sendo possível encontrar uma produção artesanal diferenciada, feita com matérias-primas regionais e criada de acordo com a cultura e o modo de vida local. Alguns grupos, ou mesmo a Secretaria Municipal de Assistência Social (Semas), reúnem diversos artesãos da região, disponibilizando espaço para confecção, exposição e venda dos produtos artesanais. Normalmente essas peças são vendidas em feiras, exposições ou lojas de artesanato, como a Feira de Artesanato da Praça Paz de Deus, realizada anualmente em maio.

### Atrativos

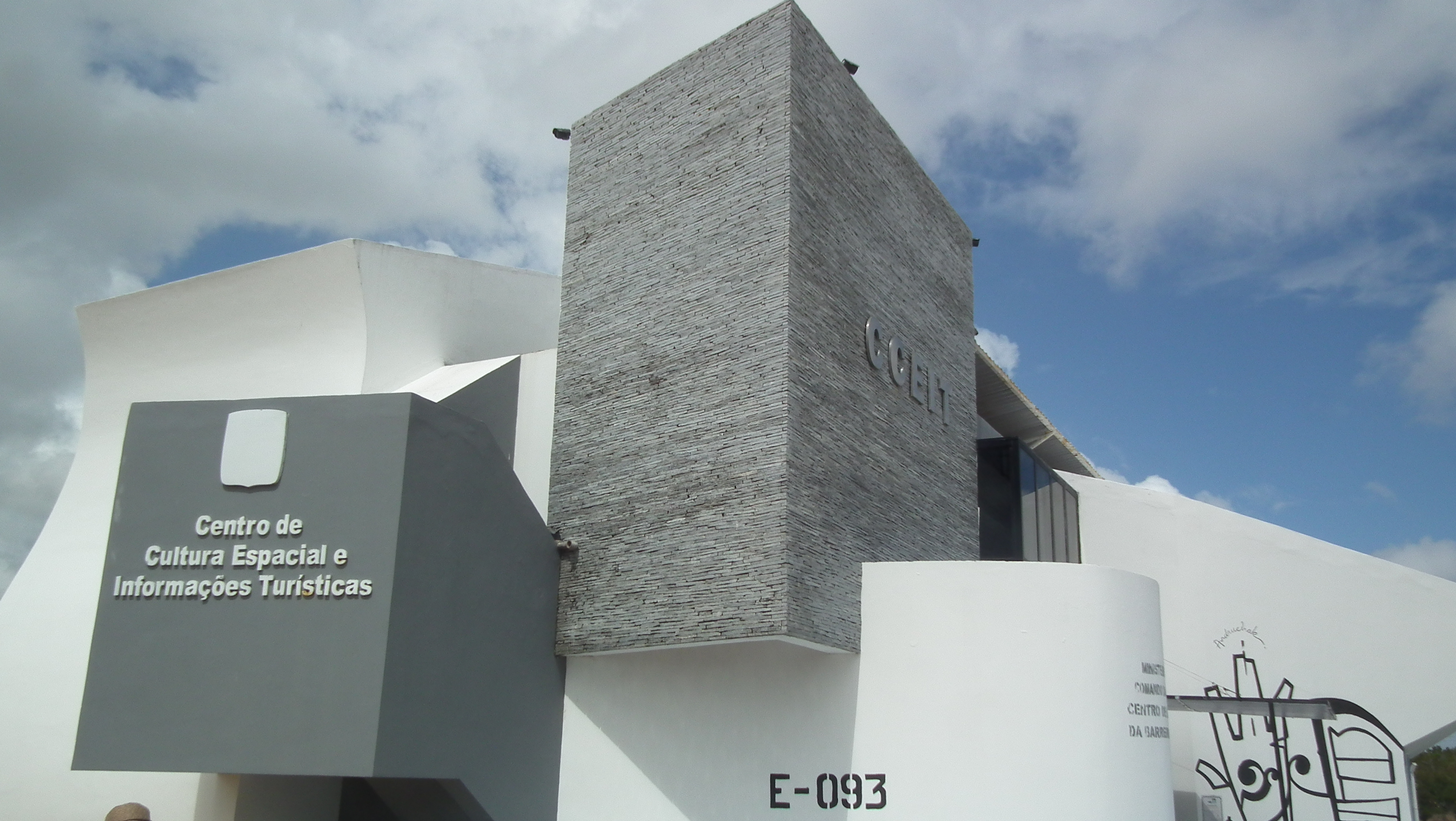
Centro de Cultura Espacial e Informações Turísticas (CCEIT)

O Centro de Lançamento da Barreira do Inferno (CLBI), às margens da RN-063, é uma base da Força Aérea Brasileira (FAB) para lançamentos de foguetes, contando ainda com uma praia e um museu aeroespacial. Do outro lado da rodovia está o Centro de Cultura Espacial e Informações Turísticas (CCEIT), inaugurado em 2011, com um vasto acervo que conta a história do CLBI e réplicas de foguetes lançados na base.
O Parque Aluízio Alves foi inaugurado em 18 de março de 2007 e faz parte de um complexo que conta com uma fonte luminosa, banheiros, pista de skate, playgroud e teatro de arena, além de um pequeno rio artificial, uma réplica do pico do Cabugi e uma estátua em tamanho natural do ex-governador potiguar, bem como o planetário que leva seu nome. Outro atrativo é o Mercado Público Municipal, uma das principais áreas de comércio popular da cidade.
As praias de Cotovelo e Pirangi do Norte são alguns dos principais atrativos naturais. A primeira se caracteriza por suas falésias e seu relevante valor paisagístico. A segunda se destaca pelos Parrachos de Pirangi e abriga o cajueiro de Pirangi, que tem dez mil metros quadrados quadrados de copa e já chegou a entrar para o livro dos recordes, o Guiness Book, como o maior cajueiro do mundo, em 1994.
Dentre os atrativos culturais, está a Exposição de Animais e Máquinas Agrícolas do Rio Grande do Norte, mais conhecida como "Festa do Boi". Realizada desde 1955, quando ainda era distrito de Natal, é maior evento de agronegócio do estado, onde também são realizados exposição de animais, concursos, leilões e muitos negócios, além de uma movimentada programação cultural incluindo principalmente shows de vários artistas.

### Esportes
A Secretaria Municipal de Turismo, Esporte e Lazer (SETEL) é o órgão público responsável por planejar e comandar a vida esportiva e os setores do lazer e turismo no município de Parnamirim. Além dos clubes de futebol citados na cidade também há equipes em outras modalidades esportivas, como futsal, atletismo, vôlei, futebol de areia, queimada, ciclismo, handebol e bissicros. Dentre as competições, uma das principais é os Jogos Escolares de Parnamirim, organizados desde 2004 e que reúnem anualmente mais de mil alunos de escolas públicas e particulares que se enfrentam em diversas modalidades.